# Otto Jelinek
Otto John Jelinek (tschechisch Otto Jelínek; * 20. Mai 1940 in Prag) ist ein ehemaliger kanadischer Eiskunstläufer, der im Paarlauf startete und ein ehemaliger kanadischer und jetziger tschechischer Politiker.

## Leben
Jelineks Familie floh 1948 mit ihm und seiner Schwester Maria, im beginnenden Kalten Krieg, von der Tschechoslowakei in die Schweiz und später nach Oakville, Kanada.
Viermal waren Otto und seine Schwester Maria Jelinek seit 1956 kanadische Vizemeister im Paarlauf hinter Barbara Wagner und Robert Paul geworden, ehe sie nach deren Rücktritt in den Jahren 1961 und 1962 schließlich kanadische Meister wurden. Bereits bei ihrem Weltmeisterschaftsdebüt 1957 in Colorado Springs gewannen sie die Bronzemedaille, die sie im Jahr darauf in Paris verteidigten. 1959 verpassten sie mit dem vierten Platz knapp hinter den US-Amerikanern Nancy und Ronald Ludington eine erneute Medaille. Bei ihren einzigen Olympischen Spielen belegten sie 1960 in Squaw Valley, wie schon bei der Weltmeisterschaft im Vorjahr, den vierten Platz, allerdings diesmal noch knapper hinter den Ludingtons. 1960 in Vancouver wurden die Jelineks Vizeweltmeister hinter ihren Landsleuten Wagner und Paul, bei deren Siegen sie sich bereits 1957 und 1958 auf dem Podium platziert hatten. Otto und Maria Jelinek erlangten Berühmtheit, als sie zu der Weltmeisterschaft 1962 in ihre eigentliche Heimat nach Prag flogen und dort die Goldmedaille im Paarlauf errangen, obwohl sie davor gewarnt worden waren, in die Tschechoslowakei zurückzukehren. Sie waren die ersten, die es schafften, Hebungen mit mehreren Drehungen zu vollziehen.
Nach dem Ende ihrer Amateurkarriere wechselten die Jelineks 1962 zu den Profis und traten bis 1969 in der Eisrevue The Ice Capades auf. Danach beendeten beide das professionelle Eislaufen.
1965 nahm Jelinek ein Studium am Swiss Alpine Business College in Davos auf.
Nach einer Zeit in diesem Geschäft ging Otto Jelinek in die Politik und wurde 1972 als Mitglied der Progressiven Konservativen Partei ins kanadische Unterhaus für High-Park Humber Valley (Toronto) gewählt. 1974 wurde er wiedergewählt; 1979 wechselte er in den Wahlbezirk Halton und wurde auch von dort ins Unterhaus gewählt.
Als die Konservativen 1984 die Regierung bildeten, ernannte Premierminister Brian Mulroney Jelinek als Minister für Fitness und Amateursport (Minister of State for Fitness and Amateur Sport), und als für Multikulturalismus verantwortlichen Minister. 1988 wurde er zum Minister für Versorgung und Dienste (Minister of Supply and Services) und später zum Finanzminister ernannt. Jelinek verließ die Politik, nachdem auch Mulroney ausschied und stellte sich 1993 nicht zur Wahl. Politisch gesehen war er eher ein „rechter Konservativer“ und überzeugter Antikommunist.
1994 zog er wieder nach Tschechien und wurde Vorstandsvorsitzender bei Deloitte & Touche Central Europe als auch Vorsitzender und geschäftsführender Gesellschafter der Firma für Tschechien. Seit 2006 ist er Koordinator der Auslandsaktivitäten der Tschechischen Republik.

## Ergebnisse

### Paarlauf
(mit Maria Jelinek)
| Wettbewerb / Jahr          | 1956 | 1957 | 1958 | 1959 | 1960 | 1961 | 1962 |
| -------------------------- | ---- | ---- | ---- | ---- | ---- | ---- | ---- |
| Olympische Winterspiele    |      |      |      |      | 4.   |      |      |
| Weltmeisterschaften        |      | 3.   | 3.   | 4.   | 2.   |      | 1.   |
| Kanadische Meisterschaften | 2.   | 2.   | 2.   |      | 2.   | 1.   | 1.   |